# Lormes
Lormes település Franciaországban, Nièvre megyében. Lakosainak száma 1259 fő (2022. január 1.). Lormes Empury, Vauclaix, Brassy, Cervon, Gâcogne, Magny-Lormes, Pouques-Lormes és Saint-Martin-du-Puy községekkel határos.

## Népesség
A település népességének változása:
| Lakosok száma | 1325 | 1297 | 1320 | 1288 | 1280 | 1273 | 1267 | 1264 | 1259 |
|               | 2013 | 2015 | 2016 | 2017 | 2018 | 2019 | 2020 | 2021 | 2022 |